# Keizerskroon van het Heilige Roomse Rijk

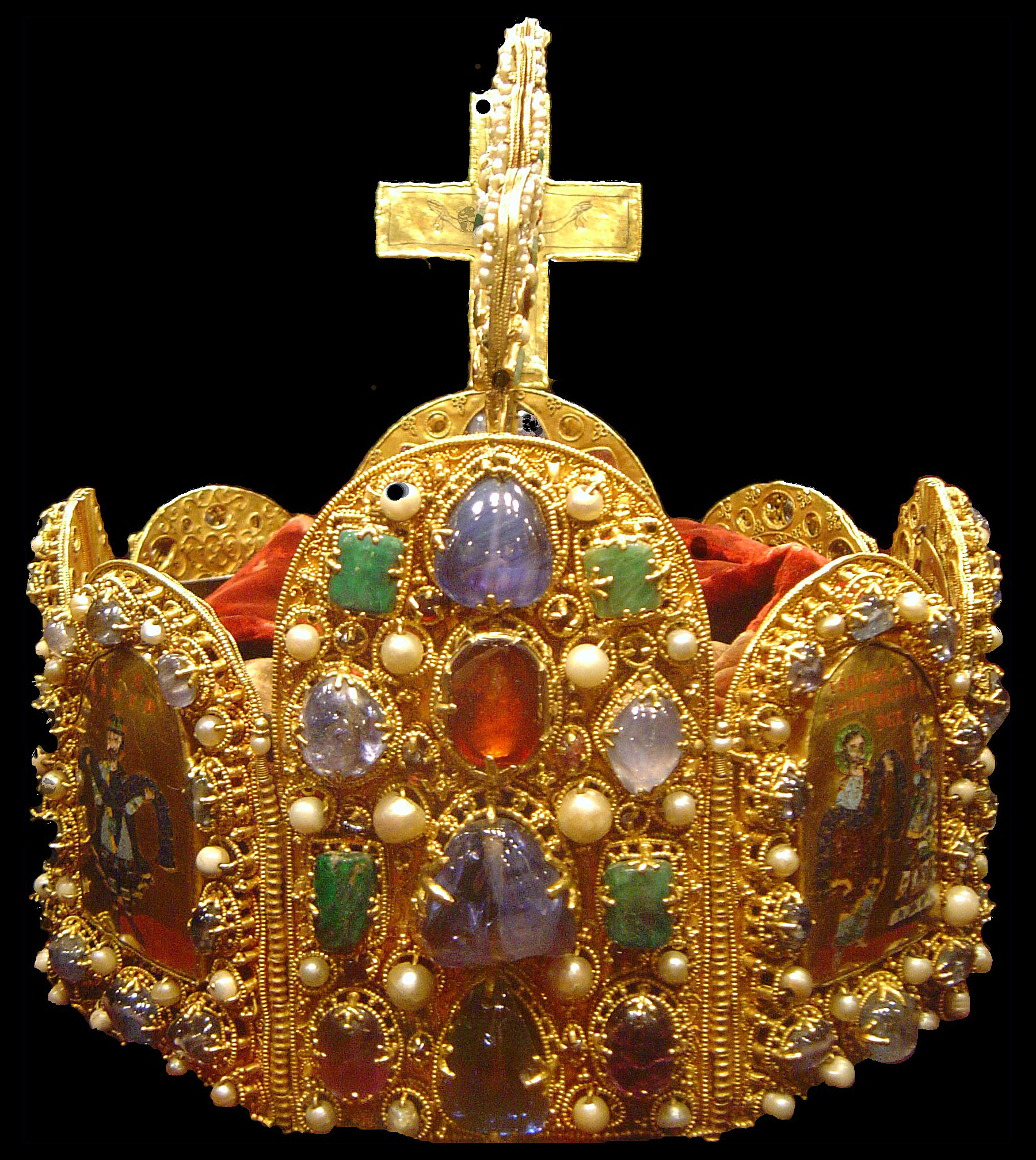
De keizerskroon

De keizerskroon van het Heilige Roomse Rijk is de kroon waarmee de keizers van het Heilige Roomse Rijk gekroond werden en stamt waarschijnlijk uit het jaar 962 of de 11e eeuw. Bronnen spreken elkaar daarin tegen. Wanneer de kroon uit 962 stamt dan is zij voor Otto de Grote gesmeed. De hoge met parels bezette kam is met zekerheid later aan de kroon toegevoegd.
Het kleurenschema van de gebruikte edelstenen en halfedelstenen is niet toevallig gekozen. De combinatie van groen, rood en wit was voorbehouden aan de Oost-Romeinse keizers. Door deze kleuren ook te gebruiken liet de keizer, die door zijn evenknie in Byzantium overigens niet werd erkend, zijn aanspraak op de keizerlijke macht illustreren.
Deze kroon werd met de rijksschat in Neurenberg bewaard en voor kroningen steeds naar Aken of Frankfurt overgebracht. De oude kroon werd in 1806 na de ondergang van het Heilige Roomse Rijk naar Wenen gebracht en heeft daar sinds die tijd ongebruikt in de schatkamer van de Hofburg gelegen.
De oude kroon is geheel gesloten, heeft de vorm van een mijter en draagt een wereldbol getopt met een kruis en parels. De kroon is versierd met emailleerwerk in de Byzantijnse stijl en een groot aantal edelstenen, halfedelstenen, gemmen en intaglio's (gegraveerde stenen). De kroon wordt afgedekt met een opvallende maar veel later aangebrachte beugel en een gouden kruis. Deze kroon werd in 1790 voor het laatst gedragen bij een keizerskroning in Frankfurt.
De Pruisische koningen gebruikten een alleen op papier bestaande, maar sterk op deze kroon gelijkende, kroon als heraldisch symbool van hun "Tweede Rijk" en plaatsten een kroon - die zij dus niet bezaten - op hun wapenschild. De Oostenrijkse keizers gebruikten na 1806 steeds de "Rudolfinische keizerskroon" of "huiskroon" van de Habsburgers.
In Amerika werd in 1938 een Orde van de Kroon van Karel de Grote gesticht.

## Afbeeldingen

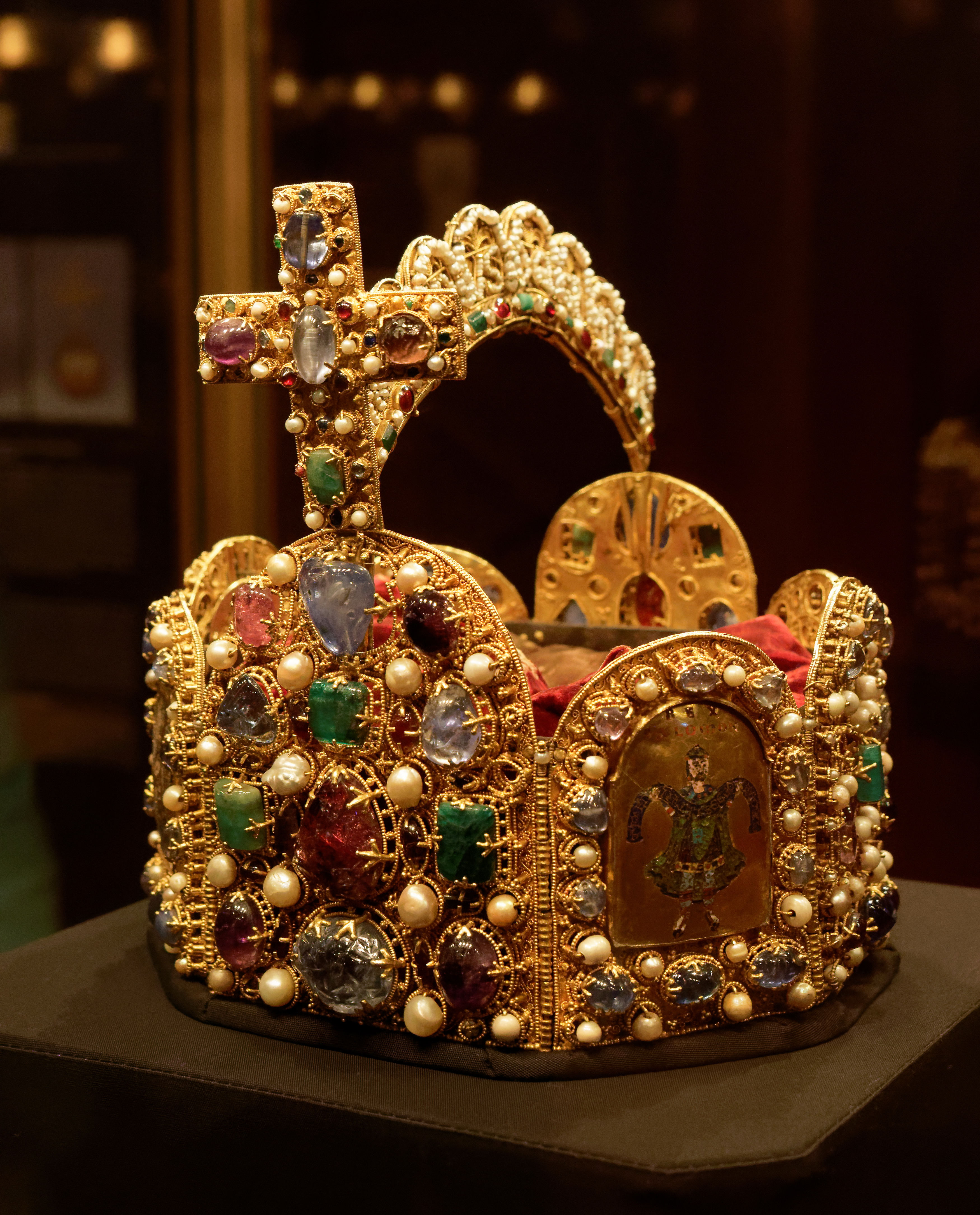
De keizerskroon van opzij gezien.
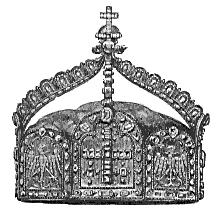
De, alleen op papier bestaande, kroon van het Keizerrijk werd ontworpen omdat de Keizerskroon van het "Eerste Rijk" ook na 1870 in Wenen werd bewaard. Van deze kroon is wel een in de Tweede Wereldoorlog verloren gegaan model vervaardigd.